# Schober (Gemeinde Fuschl)
Schober oder Schoberer ist eine Rotte bei Fuschl am See im österreichischen Bundesland Salzburg.
Die Rotte befindet sich am nordöstlichen Seeufer oberhalb von Seewinkl.